# Norbert Lammert
Norbert Lammert, nemški politik, * 16. november 1948, Bochum.
Lammert iz stranke CDU je bil med letoma 2005 in 2017 predsednik nemškega Bundestaga.